# Siège du château d'Iwamura
Le siège d'Iwamura de 1572 est contemporain de la poussée de Takeda Shingen dans la province de Tōtōmi et de la fameuse bataille de Mikatagahara. Akiyama Nobutomo, un des 24 généraux de Takeda Shingen, jette son dévolu sur le grand yamashiro (château de montagne) d'Iwamura lorsque Tōyama Kagetō, commandant de la garnison du château, tombe malade et décède.
Akiyama négocie la reddition du château avec dame Otsuya, la veuve de Tōyama, et s'en empare sans effusion de sang. Le gardien officiel du château, un « seigneur » de sept ans appelé Gobōmaru, est emmené comme otage dans la province natale de Takeda (province de Kai). Conformément au traité de cession, dame Otsuya, qui est la tante d'Oda Nobunaga, épouse Akiyama et demeure la maîtresse du château.